# Bilan saison par saison de l'Élan béarnais Pau-Lacq-Orthez
Ce tableau présente le bilan saison par saison de l'Élan béarnais Pau-Lacq-Orthez :
Les équipes ci-dessous sont les équipes de Pau depuis la création de la Ligue nationale de basket-ball.
| Saison    | Nb | PV     | Classement final Pro A ou Pro B 1       | Coupe de France                | Participation européenne   | Équipe |
| 1987-1988 | 30 | 66,6 % | 5e demi-finaliste                       |                                | Euroligue 1er tour         | Brian Rowsom (en), Howard Carter, Paul Henderson, Freddy Hufnagel, Daniel Haquet, Jean-Luc Deganis, Christian Ortega, Benkali Kaba, Didier Gadou, Patrick Seresmes, Tom Scheffler Encadrement : George Fisher (entraîneur) |
| 1988-1989 | 30 | 80 %   | 2e finaliste                            |                                | Coupe Korac 1er tour       | Claude Gregory (en), Howard Carter, Jean-Luc Deganis, Skeeter Jackson, Didier Gadou, Paul Henderson, Christian Ortega, Freddy Hufnagel, Thierry Gadou, Étienne Célestin, Étienne Thuilleaux Encadrement : George Fisher (entraîneur) |
| 1989-1990 | 34 | 70,6 % | 3e quart de finale                      |                                | Coupe Korac 1er tour       | Leo Rautins , Orlando Phillips, Christian Ortega, Freddy Hufnagel, Jean-Luc Deganis, Didier Gadou, Skeeter Jackson, Paul Henderson, Thierry Gadou, David Legris, Étienne Célestin, Frédéric Fauthoux, Jef Born, Jamie Waller, José Waitman, Steve Lingenfelter (en) Encadrement : Robert Bialé (entraîneur) |
| 1990-1991 | 30 | 63,3 % | 2e demi-finaliste                       |                                | Coupe Korac 1er tour       | Mike Jones, Orlando Phillips, Didier Gadou, Thierry Gadou, Paul Henderson, Christian Ortega, Jean-Luc Deganis, Vincent Naulleau, Freddy Hufnagel, Frédéric Fauthoux, Jean-Gaël Percevaut, Miloud Dahine, André Erguy, Tom Scheffler Encadrement : Michel Gomez (entraîneur) |
| 1991-1992 | 30 | 76,6 % | 3e finaliste                            |                                | Coupe des Coupes 1er tour  | Mike Jones, Orlando Phillips, Didier Gadou, Valery Demory, Frédéric Domon, Rick Doyle, Howard Carter, Vincent Naulleau, Frédéric Fauthoux, Maurice Beyina, Christophe Baufils, Jean-Paul Besson Encadrement : Michel Gomez (entraîneur) |
| 1992-1993 | 26 | 73 %   | 3e finaliste                            |                                | Euroligue quart de finale  | Gheorghe Mureşan, Howard Carter, Thierry Gadou, Didier Gadou, Valery Demory, Tony Farmer, Sébastien Lafargue, Freddy Hufnagel, Patrick Plantier, Moustapha N'Diaye, Kenny Travis, Brian Davis Encadrement : Michel Gomez (entraîneur) |
| 1993-1994 | 26 | 65,4 % | 3e demi-finaliste                       |                                | Euroligue 1er tour         | Pat Durham, Marcus Webb, Howard Carter, Thierry Gadou, Didier Gadou, Georges Vestris, Valery Demory, Frédéric Fauthoux, Sébastien Gomez, Rony Coco, Thomas Darnauzan, Terry Catledge, Mike Schlegel, Harold Pressley, Brian Shorter (it), Ian Lockhart Encadrement : Michel Gomez (entraîneur) |
| 1994-1995 | 26 | 69,2 % | 3e finaliste                            |                                | Coupe Korac demi-finaliste | Conrad McRae, Mike Jones, Thierry Gadou, Howard Carter, Bruno Hamm, Didier Gadou, Murray Brown, Frédéric Fauthoux, Frédéric Guinot, Christian Garnier, Thomas Darnauzan, Rony Coco, Ludovic Lannoy, Rickie Winslow Encadrement : Michel Gomez (entraîneur) |
| 1995-1996 | 30 | 90 %   | 1er Champion de France                  |                                | Euroligue quart de finale  | Keith Hill, Antoine Rigaudeau, Darren Daye, Thierry Gadou, Didier Gadou, Fabien Dubos, Frédéric Fauthoux, Freddy Hufnagel, Rony Coco, David Bialski, Julien Lazare, Frédéric Moncade, Alexandre Checa, Gheorghe Mureşan, Reggie Smith, Leonard White Encadrement : Michel Gomez (entraîneur) |
| 1996-1997 | 30 | 80 %   | 1er demi-finaliste                      |                                | Euroligue 1er tour         | Lawrence Funderburke, Stéphane Risacher, Antoine Rigaudeau, Damon Bailey, Fabien Dubos, Laurent Foirest, Frédéric Fauthoux, Torgeir Bryn, Jean-Michel Montabord, Mehdi Labeyrie, Frédéric Moncade, Shawn Harvey, Joseph Blair, Corey Crowder, Art Long Encadrement : Jacques Monclar (entraîneur) |
| 1997-1998 | 30 | 73,3 % | 2e Champion de France                   |                                | Euroligue 2e tour          | Marcus Brown, Moustapha Sonko, Thierry Gadou, Laurent Foirest, Boris Gorenc, Ronnie Smith, Moochie Norris, Keith Veney (en), Dwayne Scholten, Narcisse Ewodo, Fabien Dubos, Frédéric Fauthoux, Didier Gadou, Jean-Michel Montabord, Vasco Evtimov, Frédéric Moncade Encadrement : Claude Bergeaud (entraîneur) |
| 1998-1999 | 30 | 90 %   | 1er Champion de France                  |                                | Euroligue quart de finale  | Josh Grant, Laurent Foirest, Ryan Lothridge, Emanual Davis (en), Dwayne Scholten, Thierry Gadou, Juan Aisa, Frédéric Fauthoux, Didier Gadou, Ronnie Smith, Narcisse Ewodo, Jean-Michel Montabord, Frédéric Moncade Encadrement : Claude Bergeaud (entraîneur) |
| 1999-2000 | 30 | 70 %   | 3e demi-finaliste                       |                                | Euroligue 1er tour         | James Bryson (it), Khalid Reeves, Aaron Swinson (en), Robert Gulyas, Stéphane Risacher, Dante Calabria, Thierry Gadou, Frédéric Fauthoux, Derrick Taylor (de), Troy Truvillion, Vincent Masingue, Didier Gadou, Mickaël Piétrus, Florent Piétrus, Ronnie Smith, Franck Tchiloemba Encadrement : Claude Bergeaud (entraîneur) |
| 2000-2001 | 30 | 73,3 % | 2e Champion de France                   | Finaliste                      | Suproligue Top 16          | Roger Esteller, Cory Carr, Jerry McCullough, Julius Nwosu, Slobodan Slijvancanin, Jason Lawson, MC Mazique, Gheorghe Mureşan, Mickaël Piétrus, Frédéric Fauthoux, Florent Piétrus, Didier Gadou, Vincent Masingue, Boris Diaw, Artur Drozdov, Fabrice Periac Encadrement : Claude Bergeaud (entraîneur) |
| 2001-2002 | 30 | 80 %   | 1er Finaliste                           | Vainqueur                      | Euroligue 1er tour         | Roger Esteller, Rod Sellers, Dragan Lukovski, Mickaël Piétrus, Florent Piétrus, Boris Diaw, Frédéric Fauthoux, Thierry Gadou, Derrick Lewis, Eric Chenowith, Artur Drozdov, Didier Gadou, Alexandre Maubayou, Vladimir Krstic (en), Kyle Milling Encadrement : Claude Bergeaud (entraîneur) |
| 2002-2003 | 30 | 90 %   | 1er Champion de France                  | Vainqueur                      | Euroligue 1er tour         | Rod Sellers, Dragan Lukovski, Mickaël Piétrus, Kyle Hill, Cyril Julian, Florent Piétrus, Boris Diaw, Artur Drozdov, Frédéric Fauthoux, Boris Julien, Davor Pejcinovic, Gauthier Darrigand, Maxime Renaud, George Mdivani, Nicolas Gayon Encadrement : Frédéric Sarre (entraîneur) |
| 2003-2004 | 34 | 79,5 % | 2e Champion de France                   | Finaliste                      | Euroligue (Top 16)         | Laurent Foirest, Dragan Lukovski, Cyril Julian, Marc Salyers, Fabien Dubos, Florent Piétrus, Artur Drozdov, Nate Erdmann, Mate Skelin, Frédéric Fauthoux, Koko Archibong, Johan Petro, George Mdivani, Maxime Renaud, Jeryl Sasser Encadrement : Frédéric Sarre (entraîneur) |
| 2004-2005 | 34 | 31,7 % | 6e quart de finale                      |                                | Euroligue 1er tour         | Mire Chatman, Artur Drozdov, TJ Lux, Laurent Foirest, Davor Marcelic, Thierry Rupert, Dzenan Rahimic, Thierry Gadou, Julius Nwosu, Johan Petro, Frédéric Fauthoux, Cyrille Makanda (en), Xane d'Almeida, Souarata Cisse, Maxime Renaud, Marvin Willoughby, Jonathan Aka Encadrement : Didier Gadou (entraîneur) |
| 2005-2006 | 34 | 76,5 % | 1er demi-finale                         |                                | Euroligue 1er tour         | Loonie Cooper, Hiram Fuller, CC Harrison, TJ Lux, Artur Drozdov, Brooks Sales, Demetrius Alexander, Joshua Asselin, Thierry Rupert, Laurent Foirest, Jeff Varem, Thierry Gadou, Xane d'Almeida, Souarata Cisse, Alvin Sims (en), Frédéric Fauthoux, Jonathan Aka, Julien Blanchot Encadrement : Didier Gadou (entraîneur) |
| 2006-2007 | 34 | 52,9 % | 9e                                      | Vainqueur                      | Euroligue (16e de finale)  | Frédéric Fauthoux, CC Harrison, Xane d'Almeida, Ricardo Greer, Britton Johnsen, Cédric Ferchaud, Aaron Miles, Thierry Rupert, Alexis Ajinça, Ian Mahinmi, Mike Bauer, Ludovic Vaty, Michael Wright, Melvin Sanders, John Gilchrist, Yamar Diene Encadrement : Gordon Herbert (entraîneur) |
| 2007-2008 | 30 | 43,3 % | 9e                                      | Quart de finale                | ULEB Cup 1er tour          | Maximiliano Stanic, Xane d'Almeida, Thomas Heurtel, Antonio Graves, Shaun Fein, Cédric Ferchaud, Antoine Mendy, Jeff Trépagnier, Antywane Robinson, Fernando Raposo, Thierry Rupert, Ludovic Vaty, William Molas Encadrement : Olivier Cousin puis Laurent Mopsus (entraîneur) |
| 2008-2009 | 30 | 23,3 % | 16e Relégation                          | élimination avant 8e de finale |                            | Alain Digbeu, Thomas Heurtel, Lamine Sambe, Josh Duncan, Antoine Mendy, Jonathan Leria, Frédéric Moncade, Miguel Buval, Andre Emmett, Slaven Rimac, William Molas, Fernando Raposo, Ludovic Vaty, Dylan Page, Jean-Frédéric Morency, Tanguy Ramassamy, Pierre Bonnelalbay, JamesOn Curry, Xane d'Almeida, Cédric Ferchaud, Hiram Fuller, Daniel Horton, Samad Nikkhah, JaJuan Smith (en), Omar Thomas Encadrement : Jean-Aimé Toupane puis Laurent Mopsus (entraîneur) |
| 2009-2010 | 34 | 82,4 % | 1e de Pro B Champion de France de Pro B | élimination en 16e de finale   |                            | Rémi Lesca, Teddy Gipson, Lamine Sambe, Florian Lesca, Antoine Mendy, Frédéric Moncade, Slaven Rimac, Tanguy Ramassamy, Fernando Raposo, Robert Thomson, Mike Bauer, Miguel Buval, Romain Dardaine, Nouha Diakité, Jean-Fred Morency,Marko Maravic Encadrement : Didier Dobbels |
| 2010-2011 | 30 | 43,3 % | 9e                                      | élimination en 16e de finale   |                            | Demetric Bennett, Travon Bryant, Chinemelu Elonu, Teddy Gipson, Georgi Joseph, Florian Lesca, Marko Maravic, Antoine Mendy, Frédéric Moncade, Jean-Frédéric Morency, Tanguy Ramassamy, Slaven Rimac, Mickaël Var Joueur non conservés : Tremaine Ford, Ronny Taylor, Laurent Sciarra, Mike Bauer Encadrement : Didier Dobbels |
| 2011-2012 | 30 | 23,3 % | 15e                                     | élimination en 16e de finale   | EuroChallenge 1er tour     | Rémi Lesca, Teddy Gipson, Allan Ray, Slaven Rimac, Florian Lesca, Romain Hillotte, Antoine Mendy, Jean-Fred Morency, Marko Maravic, Hervé Touré, Mickaël Var, Chinemelu Elonu, Tanguy Ramassamy, Claude Marquis Joueurs non conservés : Moustapha Diarra, Mustafa Shakur Encadrement : Paco Laulhe |
| 2012-2013 | 34 | 76,5 % | 1er                                     | élimination en 16e de finale   |                            | Rémi Lesca, Nacho Ordín, Diatta Diop Mbagne, Antoine Mendy, Charles Jackson, Florian Lesca, David Denave, Brian Boddicker, Bastien Pinault (E) , Paul Turpin, Pierre Pelos, Mory Correa (à partir du 4 octobre 2012), Vincent Couzigou (E), Sami Driss, Jean-Fred Morency, Felipe Braga (E) Joueurs non conservés : Negueba Samake Encadrement : Claude Bergeaud |
| 2013-2014 | 30 | 50 %   | 11e                                     | élimination en 16e de finale   |                            | Eric Boateng, Felipe Braga, Léopold Cavalière, David Denave, Sami Driss, Aaron Harper, Rémi Lesca, Torrell Martin, Jean-Frédéric Morency, Hristo Nikolov, Ahmad Nivins, Bastien Pinault, Michael Scott, D.J. Strawberry, Bandja Sy, Abdel Kader Sylla, Michael Thompson, Paul Turpin Encadrement : Claude Bergeaud |

Nb : Nombre de matches de saison régulière
PV : Pourcentage de victoires en saison régulière
1Classement à la fin de phase régulière et place en play-off